# Fidelio

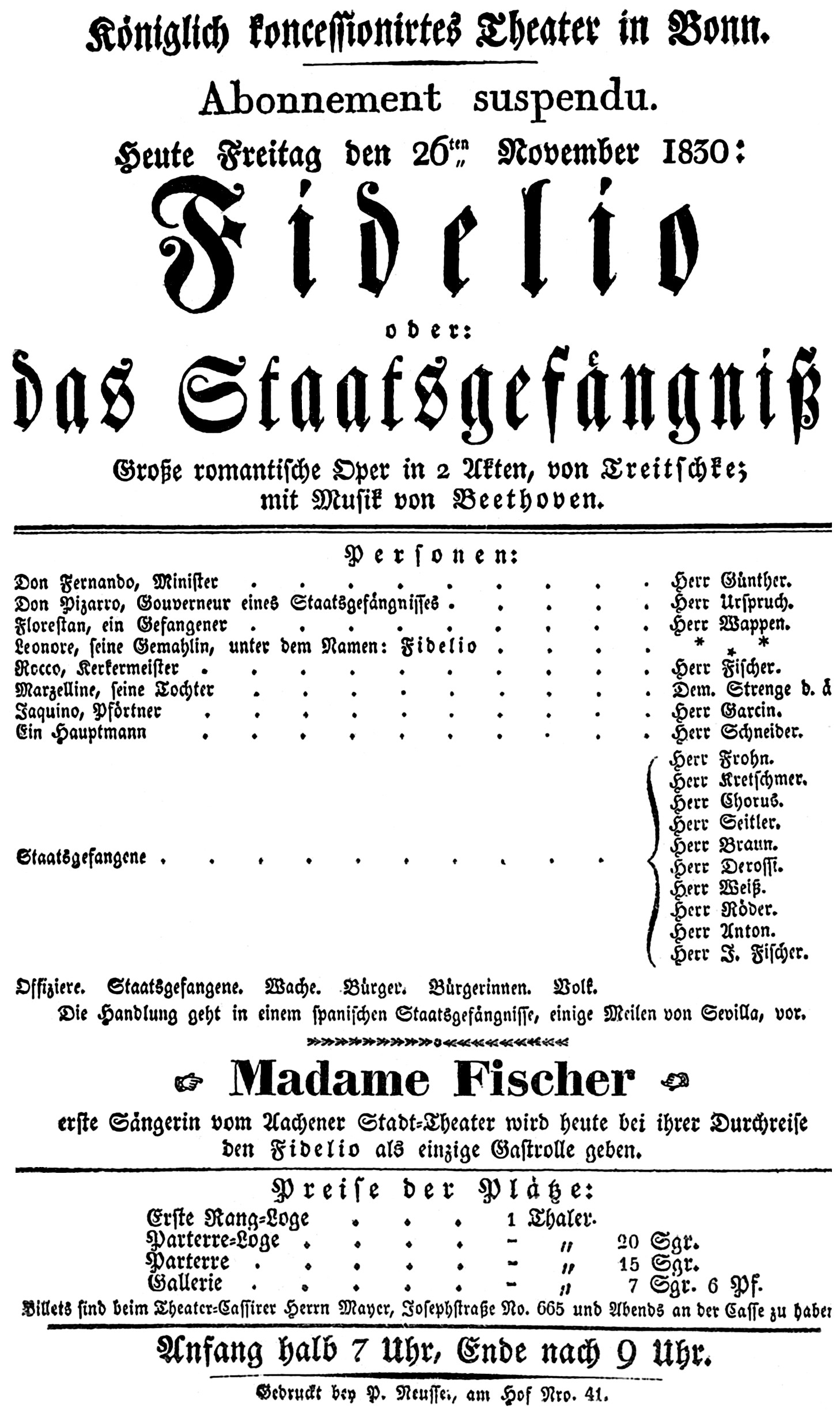
Fidelio oder das Staatsgefängnis (1830), erster nachweisbarer Theaterzettel einer Bonner Aufführung

Fidelio ist die einzige Oper von Ludwig van Beethoven. Sie hat zwei – bzw. in der Urfassung unter dem Titel Leonore drei – Akte. Das Libretto schrieben Joseph Sonnleithner, Stephan von Breuning und Georg Friedrich Treitschke; als Vorlage diente ihnen die Oper Léonore, ou L’amour conjugal (1798; Libretto: Jean Nicolas Bouilly, Musik: Pierre Gaveaux). Die Uraufführung der ersten Fassung des Fidelio fand am 20. November 1805 am Theater an der Wien statt, jene der zweiten Fassung ebenda am 29. März 1806, die der endgültigen Fassung am 23. Mai 1814 im Wiener Kärntnertortheater.
Bouillys Libretto war auch die Grundlage für Ferdinando Paërs Oper Leonora (1804) und für Simon Mayrs Werk L’amor coniugale (1805). Der Name Fidelio ist Shakespeares Romanze Cymbeline entlehnt, wo die Königstochter Imogen ebenfalls in Männerkleidern den Namen Fidelio annimmt. Wie in Beethovens Oper wird mit diesem sprechenden Namen auf ihre unerschütterliche Treue (lateinisch fidelitas) angespielt, da sie ihrem Ehemann Posthumus trotz dessen Verbannung durch ihren Vater gegen alle Widerstände die Treue hält.

## Handlung

### Vorgeschichte

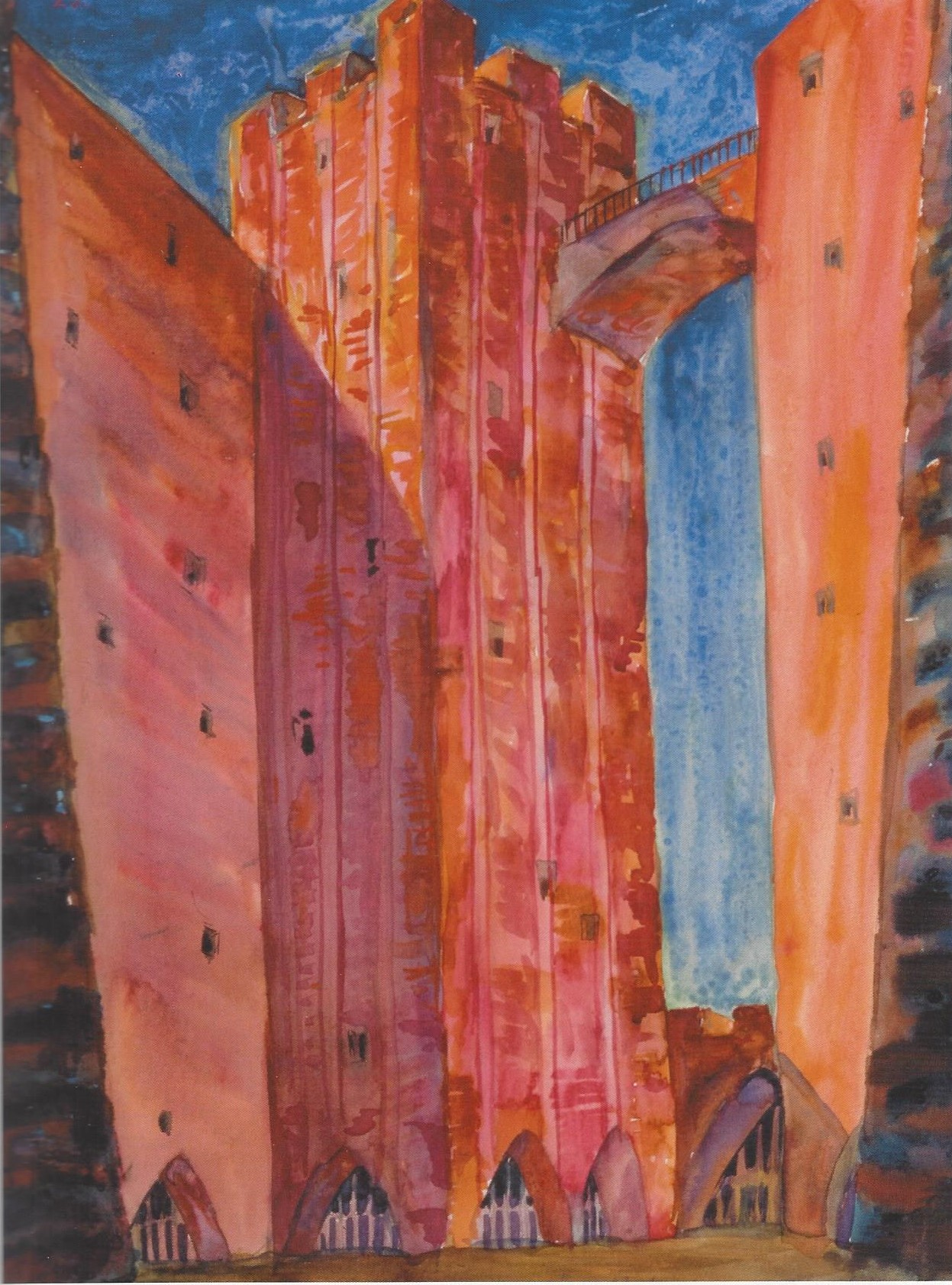
Paul Thiersch: Bühnenbildentwurf für Fidelio, 1. Akt „Gefängnishof“, im Opernhaus Halle (Aquarell, 1920)

Seit über zwei Jahren ist der spanische Edelmann Florestan verschwunden, man hält ihn für tot. Seine Ehefrau Leonore vermutet jedoch zu Recht, dass er von seinem Widersacher Don Pizarro in dem Staatsgefängnis, über das dieser die Oberaufsicht führt, widerrechtlich gefangen gehalten wird. Vor seinem Verschwinden hatte Florestan kurz davor gestanden, die üblen Machenschaften Pizarros aufzudecken. Mindestens ein halbes Jahr vor Beginn der eigentlichen Handlung hat sich Leonore unter dem Namen Fidelio als Bursche verkleidet beim im Dienst Pizarros stehenden Kerkermeister Rocco eingeschleust. Roccos Tochter Marzelline hat sich in Fidelio verliebt und sich von ihrem früheren Favoriten Jaquino, dem Pförtner des Gefängnisses, abgewendet.
Die eigentliche Handlung spielt sich im Verlauf eines einzigen Tages im Gefängnis ab.

### Erster Akt
Der verliebte Jaquino bedrängt Marzelline, ihn zu heiraten. Sie weist ihn ab, da sie sich für Fidelio entschieden hat. Jaquino gibt jedoch die Hoffnung noch nicht ganz auf (Duett Jetzt, Schätzchen, jetzt sind wir allein). Marzelline träumt von ihrem künftigen Eheglück mit Fidelio (Arie O wär' ich schon mit dir vereint). Leonore alias Fidelio kehrt erschöpft von verschiedenen Besorgungen zurück, die sie für Rocco erledigt hat. Er lobt sie sehr für ihre Tüchtigkeit und interpretiert ihr offensichtliches Bemühen, ihn zufriedenzustellen, als Interesse an Marzelline. Die Verbindung zwischen Marzelline und Fidelio, gegen die auch Marzellines Vater nichts einzuwenden hätte, scheint damit besiegelt. Marzelline ist darüber beglückt, Vater Rocco erfreut, Leonore dagegen zutiefst beunruhigt, Jaquino wütend und verletzt (Quartett Mir ist so wunderbar). Rocco verkündet, dass Marzelline und Fidelio in wenigen Tagen heiraten sollen. Er verdeutlicht dem jungen Paar, dass neben der Liebe auch finanzieller Wohlstand wichtig ist für eine glückliche Ehe (Arie Hat man nicht auch Gold beineben). Leonore hält Rocco vor, dass er ihr immer noch nicht vertraue und sie deshalb nicht in die geheimen Kerker lasse (wo sie ihren Ehemann Florestan vermutet). Rocco willigt ein, Pizarro um Erlaubnis zu fragen, sie dorthin mitzunehmen. Er glaubt allerdings nicht, dass es ihm erlaubt wird, sie zu einem bestimmten Gefangenen mitzunehmen, der im tiefsten Verlies sitzt. Er deutet an, dass dieser wohl nicht mehr lange leben wird, da er auf Pizarros Befehl seit einiger Zeit immer weniger Nahrung und Wasser erhält, so dass er inzwischen dem Hungertod nah ist. Leonore versichert, dass sie genug Mut und Kraft habe, um die schlimmen Dinge zu ertragen, die sie in den Kerkern sehen wird. Marzelline verspricht, sie mit ihrer Liebe dabei zu unterstützen (Terzett Gut, Söhnchen, gut).
Pizarros Soldaten marschieren auf, dann erscheint auch er selbst. In einem der Briefe, die Rocco ihm übergibt, wird er gewarnt, dass der Minister Don Fernando, ein enger Freund Florestans, eine Überraschungsinspektion des Gefängnisses plant, da er erfahren hat, dass es dort Opfer willkürlicher Gewalt geben soll. Mit seinem Eintreffen ist noch am selben Tag zu rechnen. Pizarro erkennt, dass er schnell handeln muss, um seine Haut zu retten. Er beschließt, Florestan zu töten, damit der Minister ihn nicht findet (Arie mit Chor Ha! Welch ein Augenblick!). Pizarro schickt einen Trompeter auf den Aussichtsturm, der sofort ein Signal geben soll, sobald sich der Minister nähert. Dann bietet er Rocco viel Geld dafür, dass er Florestan tötet. Dabei wird deutlich, dass dieser der verhungernde Gefangene im tiefsten Verlies ist. Rocco weigert sich, den Mord zu begehen, daraufhin beauftragt Pizarro ihn, in einer stillgelegten Zisterne, die an Florestans Kerker angrenzt, wenigstens ein Grab auszuheben. Sobald er damit fertig sei, wolle Pizarro hinunter kommen und die Tat selbst ausführen (Duett Jetzt, Alter, jetzt hat es Eile!). Leonore hat genug von der Unterredung belauscht, um zu erkennen, dass Pizarro Böses im Schilde führt. Sie betet um einen guten Ausgang und bekräftigt ihre Entschlossenheit, nicht aufzugeben, bis sie ihren Ehemann gefunden und gerettet hat (Rezitativ und Arie Abscheulicher! Wo eilst du hin? / Komm, Hoffnung, laß den letzten Stern). Sie bittet Rocco darum, dass die Gefangenen ans Tageslicht gelassen werden, erkennt ihren Gatten unter diesen jedoch nicht. Rocco kehrt von einer weiteren Unterredung mit Pizarro zurück. Dieser hat zugestimmt, dass Leonore Rocco in den Kerker begleiten darf. Ihre Freude darüber schlägt in Entsetzen um, als sie erfährt, dass sie helfen soll, das Grab eines noch Lebenden zu graben, um dessen Ermordung vorzubereiten. Aufgrund ihrer emotionalen Reaktion will Rocco doch lieber allein gehen, Leonore besteht jedoch darauf, mitzukommen. Sie muss Gewissheit über die Identität des Gefangenen haben. Marzelline und Jaquino kommen in höchster Aufregung angerannt, gefolgt von Pizarro. Dieser ist außer sich vor Zorn über Roccos Eigenmächtigkeit, die Gefangenen ins Freie zu lassen. Rocco kann Pizarro beruhigen, die Gefangenen müssen in ihre Zellen zurückkehren. Rocco und Leonore machen sich auf den Weg in den Kerker (Finale O welche Lust, in freier Luft / Nun sprecht, wie ging's? / Ach, Vater, eilt! / Verwegner Alter, welche Rechte / Leb wohl, du warmes Sonnenlicht).

### Zweiter Akt
Allein in seinem unterirdischen Kerker beklagt Florestan sein hartes Los, das er aber als göttliche Prüfung annimmt. In einer Fiebervision glaubt er, einen Leonore gleichenden Engel zu sehen, der ihn in die Freiheit im himmlischen Reich führt (Orchestervorspiel, Rezitativ und Arie Gott! Welch Dunkel hier! O grauenvolle Stille. / In des Lebens Frühlingstagen). Er bricht zusammen und schläft ein. Leonore und Rocco erscheinen, um das Grab auszuheben. Während sie arbeiten, versucht Leonore, das Gesicht des Gefangenen zu sehen, was ihr aber nicht gelingt. Sie nimmt sich vor, ihn auf jeden Fall zu retten, selbst wenn er nicht ihr Ehemann sein sollte (Melodram und Duett Wie kalt ist es in diesem unterirdischen Gewölbe! / Nur hurtig fort, nur frisch gegraben). Als sie ihre Arbeit fast beendet haben, erwacht Florestan. Rocco schickt Leonore weg, um allein mit ihm zu sprechen. Sie lauscht aber und erkennt ihren Ehemann an seiner Stimme. Dies wird auch durch den Inhalt des Gesprächs untermauert. Emotional aufgewühlt gelingt es ihr kaum, an sich zu halten. Rocco gibt dem Gefangenen etwas zu trinken, später erlaubt er Leonore, ihm ein Stück Brot zu geben, das sie zufällig bei sich hat. Florestan dankt ihnen überschwänglich (Terzett Euch werde Lohn in bessern Welten). Pizarro erscheint, um Florestan zu töten. Als er mit einem Dolch auf sein Opfer einstechen will, wirft sich Leonore dazwischen, gibt sich als Florestans Ehefrau zu erkennen und droht Pizarro. Dieser ist nun entschlossen, beide zu töten. Erst als Leonore eine Pistole auf ihn richtet, weicht er zurück. Gerade in diesem Moment kündigt das vereinbarte Trompetensignal die Ankunft des Ministers an. Pizarro muss mit Rocco eilig nach oben gehen, um ihn zu begrüßen (Quartett Er sterbe! - Doch er soll erst wissen / Es schlägt der Rache Stunde!). Der gerettete Florestan und Leonore sinken einander in die Arme (Duett O namenlose Freude!).
Der Minister wird auf dem Paradeplatz von der Menge aus Volk und Gefangenen begeistert begrüßt. Er erklärt, dass er im Namen des Königs gekommen sei, um das Unrecht zu beenden. Rocco führt Florestan und Leonore zu ihm und berichtet, was geschehen ist. Fernando ist erschüttert, seinen totgeglaubten Freund Florestan unter solchen Umständen wiederzusehen. Noch beeindruckter ist er, als er Leonores Geschichte hört. Die Kerker werden geöffnet; alle Gefangenen, bis auf den seiner gerechten Strafe zugeführten Pizarro, sind nun auf Geheiß des Ministers frei. Leonore selbst darf Florestan von seinen Ketten befreien. Er und alle anderen singen ihr höchstes Lob (Finale Heil sei dem Tag, Heil sei der Stunde / Wohlan, so helfet! Helft den Armen! / Du schlossest auf des Edlen Grab / Wer ein holdes Weib errungen).

## Gestaltung

### Musik

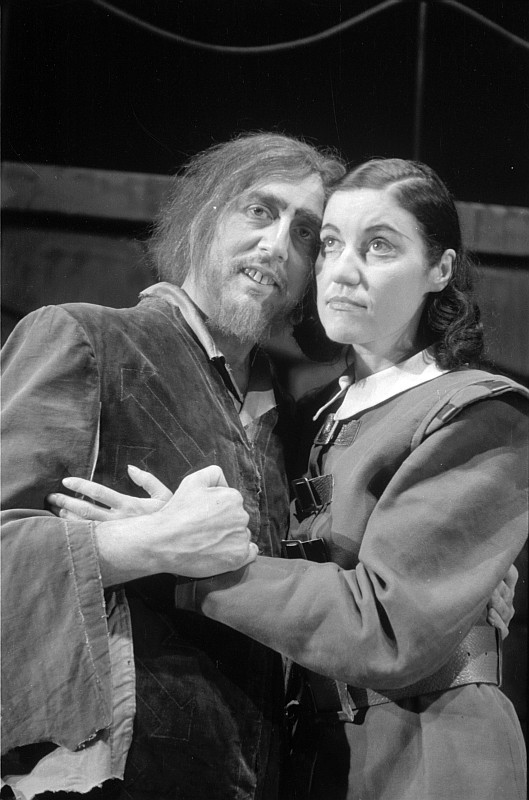
Florestan (Günther Treptow) und Leonore (Karina Kutz), Deutsche Oper Berlin, nach Kriegsende 1945

Fidelio ist eine Nummernoper mit gesprochenen Dialogen. Besonders deutlich tritt dieser Charakter in den ersten Szenen hervor, in denen die kleinbürgerliche Welt um Kerkermeister Rocco beschrieben wird. (Die Dialoge werden in modernen Aufführungen jedoch häufig stark gekürzt.) Die Arien und Duette Roccos, Marzellines und Jaquinos im ersten Akt klingen so auch eher liedhaft, schlicht und scheinbar heiter. Das Quartett, das diese mit Leonore singen, ist ein musikalischer Höhepunkt der Oper. Ebenfalls im ersten Akt findet sich eine der berühmtesten und ergreifendsten Szenen der Operngeschichte, der Gefangenenchor.
In der Szene, in der Fidelio und Rocco Florestans Grab ausheben, unterhalten sich die beiden, während das Orchester das Gespräch musikalisch untermalt und gleichsam erläutert. Dies bezeichnet man als Melodram.
Die Musik, die während der Binnenhandlung um Leonore und Florestan erklingt, wird fühlbar von Beethovens symphonischem Geist beherrscht, wobei er wenig Rücksicht auf die Eigenart der menschlichen Stimme nahm. Daraus ergeben sich bisweilen große Schwierigkeiten für die Sänger.
Die orchestrale Untermalung gestaltet sich nach den Anfangsszenen zunehmend grell und erregt (besonders in der Rachearie Pizarros und im Duett zwischen Pizarro und Rocco).
Den beiden großen Arien Leonores (I. Akt) und Florestans (II. Akt) gehen längere Rezitative voran.
Bemerkenswert ist die Einführung des Kontrafagotts ins Opernorchester, welches hier auch solistische Aufgaben übernimmt (Grabduett).

### Orchester
Die Orchesterbesetzung der Oper enthält die folgenden Instrumente:
- Holzbläser: Piccoloflöte, zwei Flöten, zwei Oboen, zwei Klarinetten, zwei Fagotte, Kontrafagott
- Blechbläser: vier Hörner, zwei Trompeten, zwei (in der 1. und 2. Fassung drei) Posaunen
- Pauken
- Streicher
- Bühnenmusik: Trompete

### Die Ouvertüren
Beethoven schrieb insgesamt vier Ouvertüren für die Oper, von denen die drei ersten als Leonoren-Ouvertüren bezeichnet werden.
- Die Leonoren-Ouvertüre Nr. 1 op. 138 entstand 1806/07 für eine 1808 in Prag geplante Aufführung der zweiten Fassung der Oper, die jedoch nicht zustande kam. Sie erschien 1838 im Verlag von Tobias Haslinger in Wien.
- Die Leonoren-Ouvertüre Nr. 2 op. 72a ist eigentlich die erste, entstanden 1804/05 für die Urfassung der Oper. Gedruckt wurde sie erstmals 1842/43 bei Breitkopf & Härtel in Leipzig, zunächst in einer überarbeiteten Fassung.
- Die Leonoren-Ouvertüre Nr. 3 op. 72b schrieb Beethoven Anfang 1806 für die Wiener Uraufführung der zweiten Fassung der Oper. Im Druck erschien sie bereits im Juli 1810 bei Breitkopf & Härtel. Sie etablierte sich bald als eines der bekanntesten Werke Beethovens und wurde häufig im Konzert gespielt, zumal sie die Maßstäbe der zeitgenössischen Opernouvertüren in ihrer Dramatik und musikalischen Radikalität sprengt. Auf Gustav Mahler geht die Praxis zurück, die Ouvertüre Nr. 3 als Zwischenspiel im 2. Akt der Oper einzusetzen.
- Für die dritte, endgültige Fassung der Oper schrieb Beethoven 1814 die vierte, kurze Fidelio-Ouvertüre.

## Werkgeschichte

### Gattung Befreiungsoper und historischer Hintergrund
Beethovens Oper liegt ein Auftrag von Peter Freiherr von Braun (1758–1819) zugrunde, der zu diesem Zeitpunkt Intendant des Theaters an der Wien war. Beethovens ursprüngliche Idee war es, eine Vorlage Emanuel Schikaneders, Vestas Feuer, zu bearbeiten. Doch schließlich entschloss er sich, eine „Rettungs- und Befreiungsoper“ zu schreiben, wie sie Ende des 18. und auch noch Anfang des 19. Jahrhunderts in Frankreich und andernorts große Erfolge feierte. In ihr sah Beethoven die Möglichkeit, die gegen jede Tyrannei gerichteten Prinzipien der politischen Freiheit, der Gerechtigkeit und der Brüderlichkeit durch die Rettung eines unschuldigen Helden aus höchster Not zum Ausdruck zu bringen.
Jean Nicolas Bouillys Libretto für die Oper Léonore, ou L’amour conjugal, an die sich Beethovens Fidelio anlehnt, lag angeblich die wahre Geschichte einer Madame de Tourraine zugrunde, die als Mann verkleidet ihren Gatten aus der Gefangenschaft der Jakobiner in Tours befreit. Dass der Jurist Bouilly im Dienste der jakobinischen Revolutionsregierung einst selbst Werkzeug einer politischen Justiz während der „Terreur“ war und in Tours Todesurteile verhängte, verleiht der Zugehörigkeit des Fidelio zur Gattung der Rettungs- oder Befreiungsoper einen paradoxalen Aspekt: Bouilly hat sowohl vor als auch während der Revolution opportunistisch dem jeweiligen System gedient, um seine Karriere zu fördern: „Ende 1793 wurde Bouilly öffentlicher Ankläger des Distrikts und schließlich Präsident der Militärkommission von Tours. Als Äquivalent der Revolutionstribunale entzogen diese die politischen Verbrechen der regulären Justiz. Konterrevolutionäre waren binnen 24 Stunden freizusprechen oder hinzurichten […]. Und so unterzeichnete Bouilly Todesurteile, für die man ihm später Feigheit vorwarf.“ Nach dem Sturz der Robespierristen am 9. Thermidor war seine politisch-administrative Karriere deshalb erst einmal vorbei, und Bouilly suchte nach Möglichkeiten, unter den neuen Verhältnissen Fuß zu fassen und sich zu rehabilitieren. In seinen Mémoiren Mes Récapitulations (1837) behauptet er deshalb, er habe sich dem „Terreur“ in Tours todesmutig in den Weg gestellt, unter anderem berichtet er auch von der „Hingabe einer der Damen aus der Touraine, bei deren großmütigen Bemühungen ich die Ehre hatte, meinen Teil beizusteuern“.
Dem Ziel seiner eigenen Entlastung dienen deshalb auch seine Beiträge zur nachrevolutionären Modegattung der Befreiungsoper, darunter seine Libretti zu Pierre Gaveauxs Léonore und zu Luigi Cherubinis Wasserträger (1800). Das literarische Pendant zur Gattung Rettungs- bzw. Befreiungsoper war die gegenrevolutionäre „Terreurliteratur“, also „tränenreiche Geschichten aus den Gefängnissen der Jakobinerherrschaft, gesammelt etwa im Almanach des prisons oder dem Tableau des prisons […]. Um wundersame Errettungen und heroischen Opfermut ging es da, aber auch um die Diffamierung kleinbürgerlicher Revolutionsaktivisten. Das thermidorianische Bürgertum hat in der Figur des Opern-Kerkermeisters Rocco zweifellos das Charakterbild eines solchen biederen Sansculotten gesehen, zumal Rocco sowohl bei Bouilly als auch noch in den Erstfassungen der Beethoven-Oper als Mittäter und nicht als Mitläufer gezeichnet ist.“ Vorbild für Pizarro war wohl der skrupellose Konventskommissar Jean-Baptiste Carrier, der 1793 in Nantes Schrecken und Tod verbreitete. Er wurde schließlich vom Wohlfahrtsausschuss wegen Amtsmissbrauchs abberufen und nach Robespierres Sturz hingerichtet.
Da einige der belasteten Personen aus der Zeit der „Terreur“ noch lebten und sogar Karriere gemacht hatten (das bekannteste Beispiel ist wohl Napoleons Polizeiminister Joseph Fouché), war es gefährlich, sich diese mächtigen Männer zu Feinden zu machen, deshalb verlegte schon Bouilly in seinem Libretto für Gaveaux die Geschichte ohne nähere Zeitangabe in das bourbonische Spanien.

### Überarbeitungen
Die Uraufführung der ersten Fassung fand – nach mehrfacher Verschiebung und zwischenzeitlichem Verbot – am 20. November 1805 unter dem Titel Fidelio oder Die eheliche Liebe in Wien statt (mit der Ouvertüre Nr. 2). Sie war recht erfolglos. Die Oper wurde später Beethovens ursprünglichen Intentionen entsprechend in Leonore umbenannt. Daraufhin erfuhr sie mehrfache Revisionen. Die zweite Fassung wurde – zunächst mit leichten Änderungen am Text und der Ouvertüre Nr. 3 – unter dem Titel Leonore oder Der Triumph der ehelichen Liebe am 29. März 1806 uraufgeführt. Später erfolgte eine weitere Umarbeitung. Von diesem für Beethoven mühsamen Arbeitsprozess zeugt ein 25 Seiten starkes Skizzenbuch. Sonnleithners Text wurde von Treitschke überarbeitet, die Handlung straffer gestaltet (dadurch wurden aus drei Akten zwei), die tragischen Züge der Hauptpersonen wurden verstärkt, und die Grundidee des Werkes trat nun deutlicher hervor, nämlich die Überhöhung der konkreten edlen Tat Leonores ins Allgemein-Menschliche. Die Uraufführung der dritten Fassung der nun in Fidelio umbenannten Oper erfolgte am 23. Mai 1814, also neun Jahre später, zunächst noch mit der Ouvertüre Nr. 3 (weil die neue noch nicht fertig war), drei Tage später mit der Fidelio-Ouvertüre.
Insgesamt existieren vier Ouvertüren. Die erste wurde vermutlich nie gespielt (sie war für eine Aufführung in Prag gedacht, die nicht stattfand), die zweite leitete die Uraufführung ein, die dritte, die „Große Leonoren-Ouvertüre“, erschien Beethoven später als zu umfangreich; heute wird sie oft vor dem letzten Bild als Zäsur und Übergang zum Finale eingesetzt (diese Tradition begründete Gustav Mahler). Der Dirigent Ferenc Fricsay dagegen ließ die dritte Ouvertüre zum Schluss der Oper als „dramatisches Resumé“ (Friedrich Herzfeld) spielen. Die vierte Ouvertüre, die „Fidelio-Ouvertüre“, schrieb Beethoven für die endgültige Fassung der Oper; sie leitet seither das Werk ein.

### Besetzung der ersten Aufführungen
| Rolle        | Besetzung der Uraufführung der ersten Fassung (Fidelio oder Die eheliche Liebe) 20. November 1805 (Dirigent: Ignaz von Seyfried) | Premierenbesetzung der zweiten Fassung (Leonore oder Der Triumph der ehelichen Liebe) 29. März 1806 (Dirigent: Ignaz von Seyfried) | Premierenbesetzung der endgültigen Fassung (Fidelio) 23. Mai 1814 (Dirigent: Michael Umlauf) |
| ------------ | --- | --- | -------------------------------------------------------------------------------------------- |
| Don Fernando | Johann Michael Weinkopf | Johann Michael Weinkopf | Ignaz Saal                                                                                   |
| Don Pizarro  | Sebastian Mayer | Sebastian Mayer | Johann Michael Vogl                                                                          |
| Florestan    | Carl Demmer | Joseph August Röckel | Julius Radichi                                                                               |
| Leonore      | Anna Milder | Anna Milder | Anna Milder-Hauptmann                                                                        |
| Rocco        | Joseph Rothe | Joseph Rothe | Carl Weinmüller                                                                              |
| Marzelline   | Louise Müller | Louise Müller | Anna Bondra                                                                                  |
| Jaquino      | Joseph Caché | Joseph Caché | Joseph Frühwald                                                                              |

Die Besetzung der Uraufführung der zweiten Fassung am 29. März 1806 war dieselbe wie bei der einzigen Wiederholung am 10. April 1806.

### Wirkung
Bei der Uraufführung der ersten Fassung hielt sich die Begeisterung sehr in Grenzen. Erst die dritte Fassung wurde zu einem Erfolg.
Für eine rasche Verbreitung im Ausland sorgte die deutsche Sopranistin Wilhelmine Schröder-Devrient, die 1822 die Partie der Leonore übernahm. 
Auch auf Künstler späterer Generationen wie den Filmregisseur Stanley Kubrick hatte das Werk erheblichen Einfluss, wie sich insbesondere im Film Eyes Wide Shut zeigt: Das Passwort für den Zugang zu einer okkulten Orgie lautet ebenfalls „Fidelio“ und charakterisiert das Spannungsverhältnis zwischen Sexualität (Trieb) und Liebe (Treue), in dem der Mensch gefangen ist, dessen Bewältigung dieser aber auch selbst in der Hand hat. Bezeichnenderweise ,opfert‘ sich auch hier eine Frau für den Protagonisten, um dessen Flucht zu ermöglichen.

### Inszenierungen

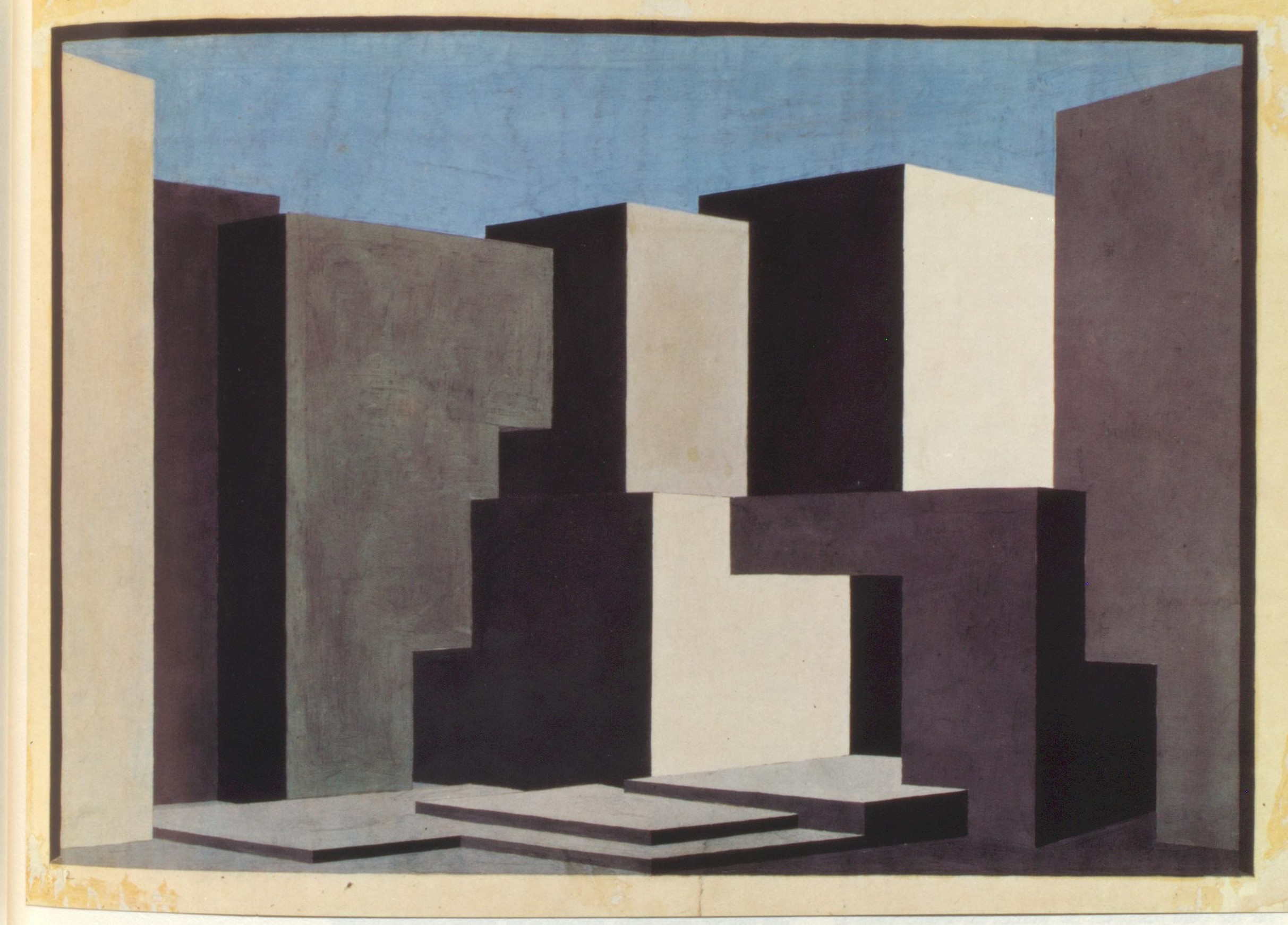
Ein Szenenbild von Ewald Dülberg 1927 in der Krolloper

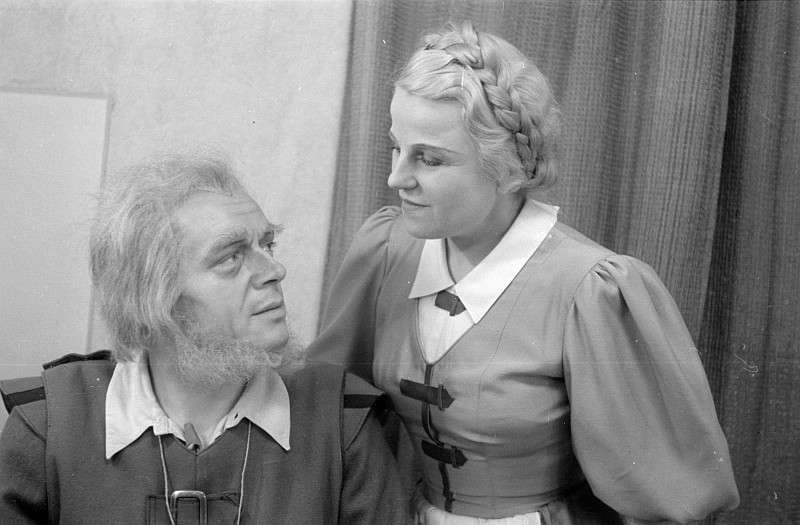
Wilhelm Schirp als Kerkermeister Rocco und Irma Beilke als Marzelline, Deutsche Oper Berlin, September 1945

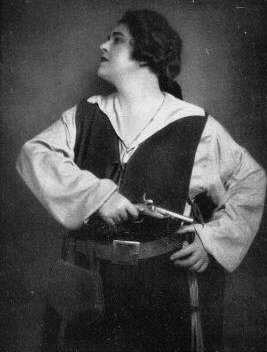
Lotte Lehmann als Leonore

Ein bedeutsames Datum für die Inszenierungsgeschichte bildete 1904 die Inszenierung Gustav Mahlers. Großes Aufsehen erregte 1928 die „Proletkult“-Inszenierung in Leningrad. Nach dem Trompetensignal, das die Ankunft des Ministers verkündet, leuchtete an der Leinwand die Inschrift auf: „Der weiteren Handlung des Stücks nach befreit der König die Gefangenen. Das widerspricht unserem Klassenbewußtsein und wir reißen die Masken ab.“ Die Aufführung der Oper wurde an dieser Stelle abgebrochen.
Mit einer Aufführung des Fidelio wurde die Wiener Staatsoper am 5. November 1955 wiedereröffnet, die im März 1945, kurz vor dem Ende des Zweiten Weltkriegs, zerbombt worden war. Die Wiedereröffnung traf zeitlich mit dem Abzug der letzten Besatzungssoldaten nach mehr als zehn Jahren Besatzung durch die USA, Großbritannien, Frankreich und die Sowjetunion und mit der damit verbundenen Unabhängigkeit Österreichs im Mai 1955 zusammen. Die Wahl fiel daher bewusst auf die „Befreiungsoper Fidelio“ unter dem Dirigat Karl Böhms.
Eine der politisch brisantesten dürfte die Inszenierung gewesen sein, die unter der Regie von Christine Mielitz am 7. Oktober 1989 – zum vierzigsten und letzten Jahrestag der DDR – in der Semperoper Dresden Premiere hatte. Diese fiel in die Tage, in denen in Dresden hunderte Demonstranten, die friedlich für Meinungs- und Reisefreiheit demonstrierten, zusammengeknüppelt, auf LKW verladen und in Gefängnisse abtransportiert wurden. Die Regisseurin bringt ein solches DDR-Gefängnis mit Stacheldrahtzaun und Sichtbeton als Bühnenbild für ihren „Fidelio“ auf die Bretter. Während der ganzen Aufführung überspannt ein Maschendrahtzaun das gesamte Bühnenportal, so dass das Publikum gleichzeitig in ein Gefängnis und aus einem Gefängnis blickt. In der Schlussszene tritt das „Volk“ in normaler Alltagskleidung auf die Bühne, so, als wären die Mitglieder des Chores gerade eben von der Demo auf der Straße in die Oper marschiert – und in der szenischen Umsetzung bedrängt dieses „Volk“ den Minister, die Gefangenen freizulassen, so wie draußen auf der Straße die Demonstranten die Freilassung der eingesperrten Kollegen und Freunde einfordern. Das Publikum verstand die Botschaft, nach dem Gefangenenchor im ersten Akt gab es, wie Martin Walser, der die zweite Aufführung am 8. Oktober 1989 besuchte, beschrieb, einen „fast den Abend unterbrechenden Beifall“ und dann „noch einmal solche Ovationen am Schluss“.
Martin Kušej fügte dem Werk in seiner Inszenierung 1998 in Stuttgart einen entscheidenden Bruch zu: Nach dem Trompetensignal während des Kerkerquartetts kommt es nicht etwa zur Lösung des Konflikts, sondern Pizarro tötet Florestan, worauf Leonore Pizarro erschießt. Darauf folgt eine Pause, und die Inszenierung mit der feierlichen Schlussszene – unter Beteiligung der toten Figuren – läuft nur mechanisch weiter. Der ‚Mythos Leonore‘ erscheint als Ausstellungsstück einer Gesellschaft.
Im Herbst 2008 inszenierte Johannes Felsenstein am Anhaltischen Theater Dessau Beethovens Oper, die in einer Massenerschießung aller Beteiligten direkt im Anschluss an das Finale endet, um damit auf noch bestehende Ungerechtigkeiten des Weltgeschehens hinzuweisen und somit die Eindringlichkeit der Befreiungsbotschaft Beethovens zu steigern.

Am 28. Juni 2014 hatte die Oper in einer Open-Air-Fassung des Staatstheaters Cottbus an der Gedenkstätte Zuchthaus Cottbus unter der musikalischen Leitung von Evan Christ Premiere. „Der stärkste Darsteller […] ist das Gefängnisgelände […] 1000 Zuschauer [schauen] direkt auf die vergitterten Fenster des Zellenblocks. Da beginnt der Kopf von ganz alleine, Beethovens idealistische Freiheitsmusik mit der real existierenden Vergangenheit zu verknüpfen.“ (F. Hanssen) Bei dieser Premiere waren Yaquelin Boni und Berta Soler von Movimiento Las Damas de Blanco im Publikum. Sie wurden von der Kulturstaatsministerin Monika Grütters begrüßt. Die Frauen des Opernchores nahmen das Symbol des kubanischen Freiheitskampfes in ihrer Kleidung auf. Im Chor sangen auch vier ehemalige Häftlinge mit. 

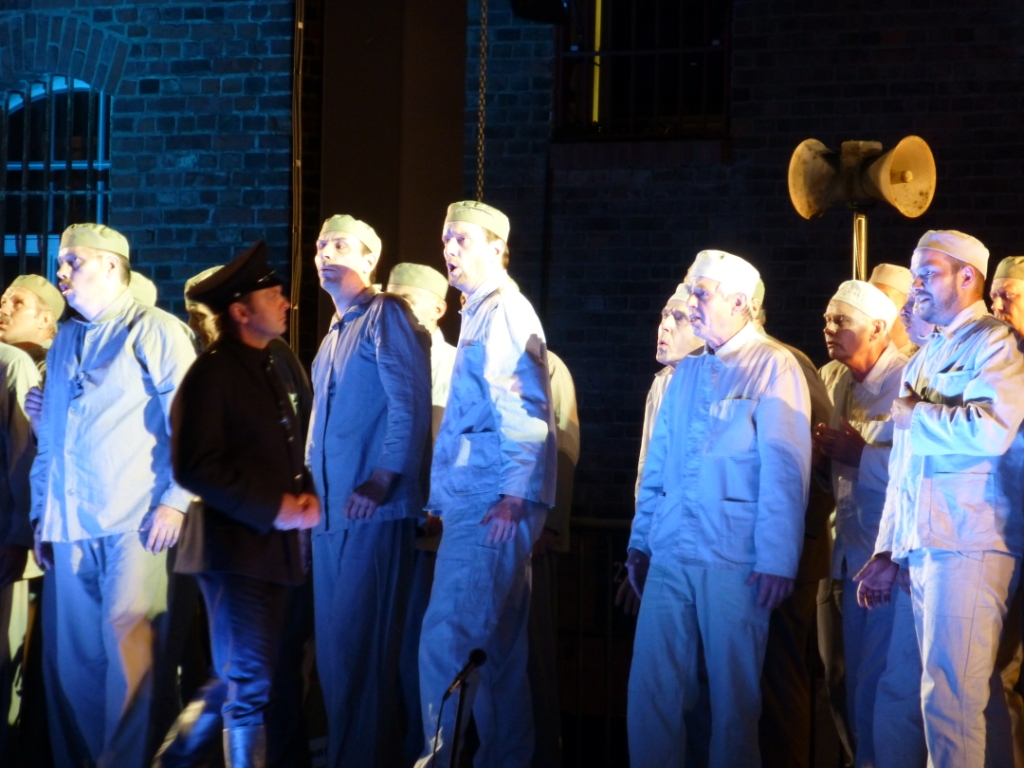
Gefangenenchor vor Gefängnis zur Premiere am 28. Juni 2014 im Gefängnishof der Gedenkstätte Zuchthaus Cottbus

Im Jahr 2018 verzichtet Jan Schmidt-Garre in seiner Inszenierung der Oper im Theater St. Gallen erstmals vollständig auf die Verkleidung der Leonore (Jacquelyn Wagner in ihrem Rollendebüt) als Mann. Die Inszenierung arbeitet heraus, dass Leonore schon aufgrund ihrer außergewöhnlichen Persönlichkeit nicht erkannt wird und daher keiner Verkleidung bedarf.
Als Beitrag zum Beethovenjahr 2020 hat die Wiener Staatsoper am 1. Februar 2020 den „Fidelio“ in der Urfassung herausgebracht. Dirigent war Tomáš Netopil, der Generalmusikdirektor am Essener Aalto-Theater. Der Maestro wurde umjubelt ebenso wie die gesanglichen Solisten Jennifer Davis (Sopran) als Leonore, Benjamin Bruns (Tenor) als Florestan und Falk Struckmann (Bassbariton) als Gefängniswärter Rocco; das Regieteam dagegen wurde mit vehementen Buhrufen bedacht.

## Filmografie
- 1956: Fidelio

## Mediale Bearbeitungen
Im Doku-Hörspiel „Die Liebe, sie wird's erreichen“ spricht Autor Thomas Voigt mit den Opern-Diven Maria Callas, Edda Moser, Martha Mödl, Christa Ludwig, Elisabeth Schwarzkopf, Sena Jurinac darüber, warum Hauptfigur Leonore eine zentrale Sehnsuchtsrolle vieler großer Diven geworden ist und warum sie oft selbst daran verzweifeln.

## Aufnahmen (Auswahl)
- Kirsten Flagstad (Leonore), René Maison (Florestan), Julius Huehn (Pizarro), Alexander Kipnis (Rocco) u. a., Chor und Orchester der Metropolitan Opera New York, Dirigent: Bruno Walter, live, aufgenommen im Februar 1941 (Naxos 8.110054-55)
- Helena Braun (Leonore), Julius Patzak (Florestan), Ferdinand Frantz (Pizarro), Josef Greindl (Rocco), Karl Schmitt-Walter (Don Fernando) u. a., Chor und Sinfonieorchester des Bayerischen Rundfunks, Dirigent: Eugen Jochum, aufgenommen im April 1951 (WALHALL, 2004), (Cantus Classics, 2005)
- Martha Mödl (Leonore), Wolfgang Windgassen (Florestan), Otto Edelmann (Pizarro), Gottlob Frick (Rocco) u. a., Chor der Wiener Staatsoper, Wiener Philharmoniker, Dirigent: Wilhelm Furtwängler, aufgenommen im Oktober 1953 (EMI)
- Leonie Rysanek (Leonore), Ernst Haefliger (Florestan), Dietrich Fischer-Dieskau (Pizarro), Gottlob Frick (Rocco) u. a., Chor und Orchester der Bayerischen Staatsoper, Dirigent: Ferenc Fricsay, aufgenommen im Mai, Juni und September 1957 (DGG)
- Christa Ludwig (Leonore), Jon Vickers (Florestan), Walter Berry (Pizarro), Gottlob Frick (Rocco) u. a., Philharmonia Chorus & Orchestra, Dirigent: Otto Klemperer, aufgenommen im Februar 1962 (EMI).